# Haugesundi repülőtér
A Haugesundi repülőtér (IATA: HAU, ICAO: ENHD) Norvégia egyik nemzetközi repülőtere, amely Karmøy közelében található. Éves utasforgalma 621 302 fő (2023).

## Futópályák
A repülőtér futópályái:
- 13/31 (2120 m, 45 m, aszfaltbeton)

## Forgalom
Az utasforgalom az elmúlt években az alábbi módon változott:
| Utasok száma | 376 374 | 376 827 | 437 963 | 531 728 | 558 938 | 701 110 | 659 937 | 620 820 | 237 459 | 621 302 |
|              | 2000    | 2003    | 2005    | 2008    | 2010    | 2013    | 2015    | 2018    | 2020    | 2023    |